# Hendrik de Leth

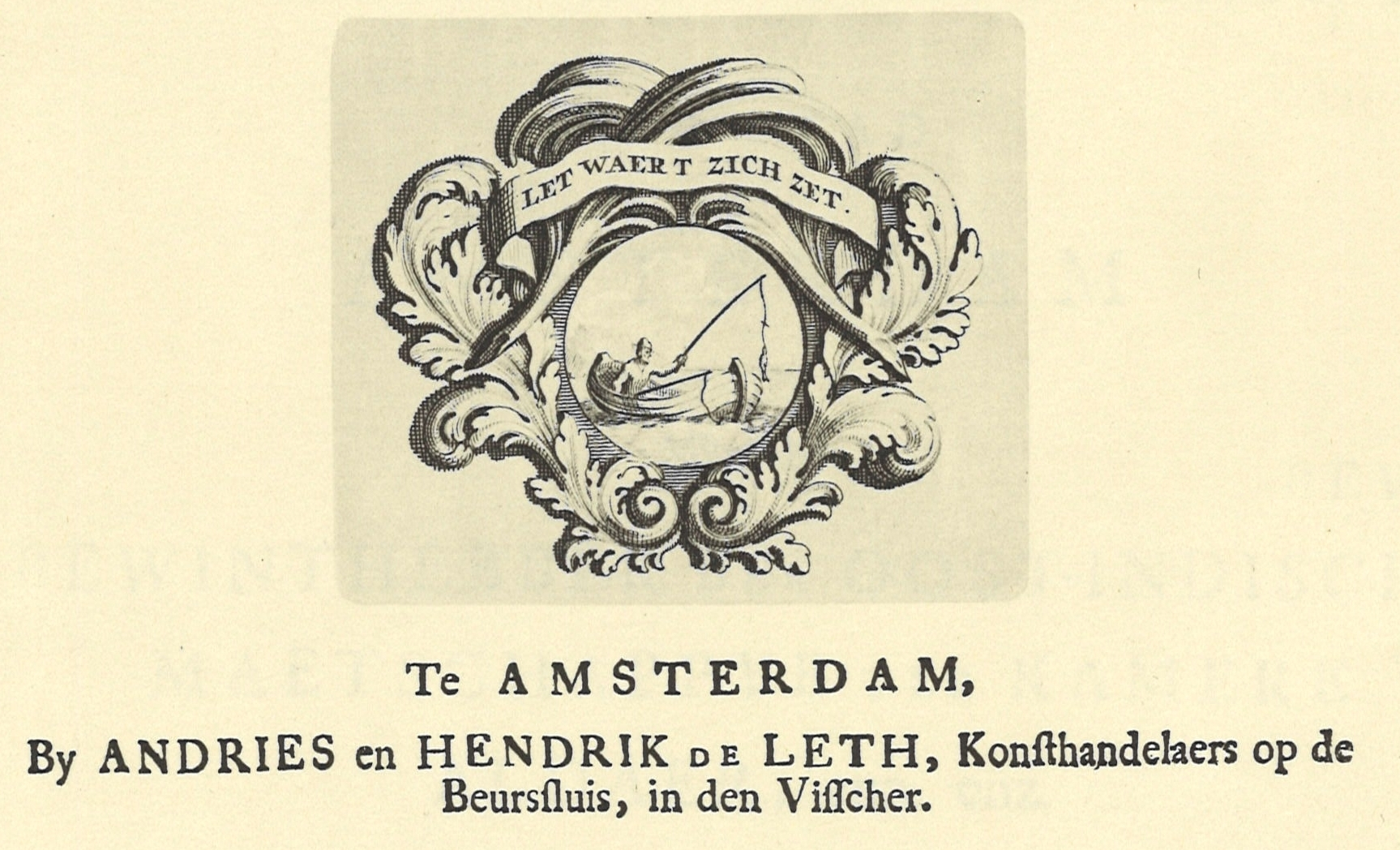
Drukkersmerk en impressum op titelpagina van Het Zegepralent Kennemerlant

Hendrik de Leth (Amsterdam, 31 mei 1703 - Amsterdam, 17 juni 1766) was prentkunstenaar, etser, graveur, kaartenmaker en tekenaar, en daarnaast boekhandelaar, kunsthandelaar, uitgever van prenten, kunstverzamelaar en naturaliënverzamelaar.

## Leven en werk

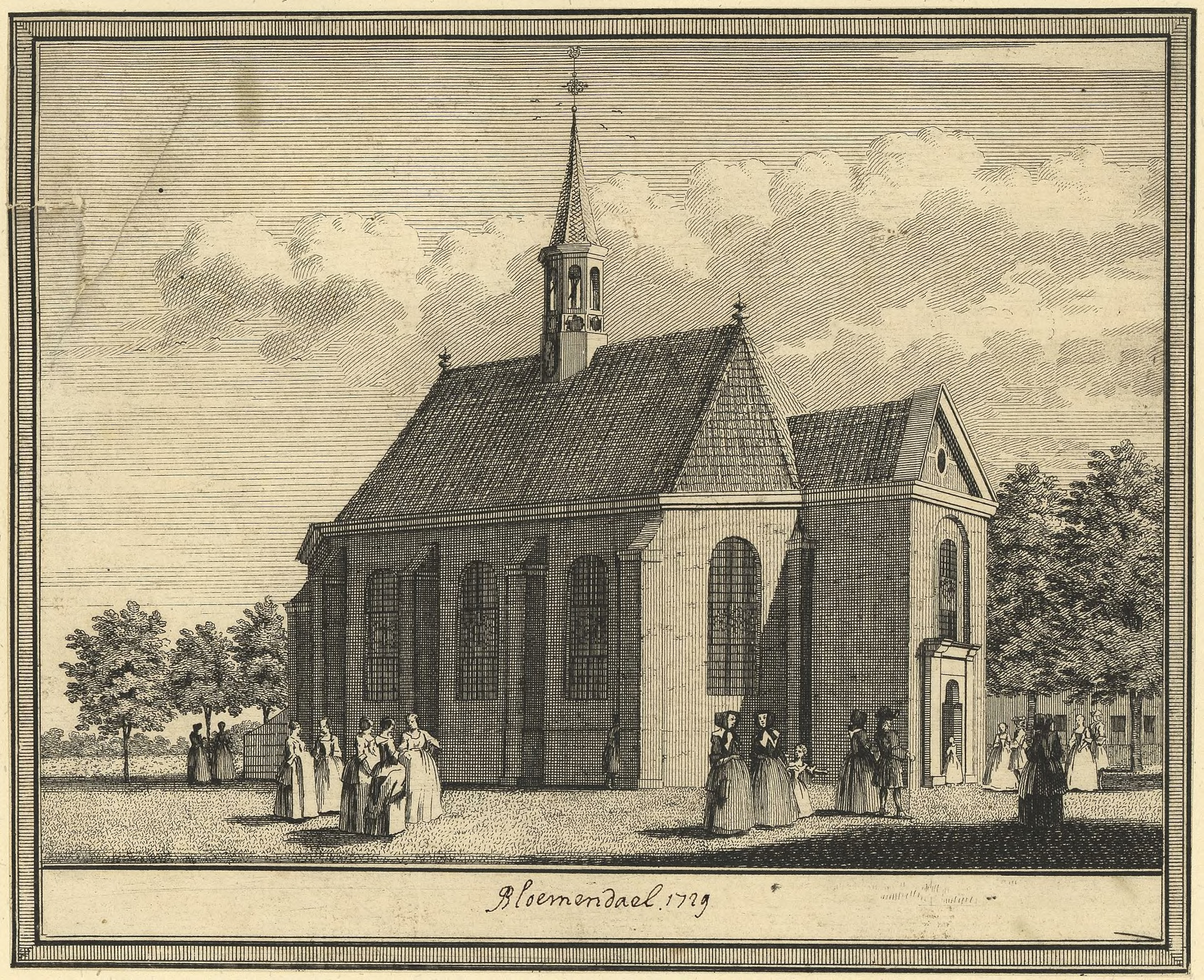
Kopergravure van de Dorpskerk te Bloemendaal, 1732.

Hendrik de Leth was de zoon van de graveur en boekverkoper Andries de Leth (1662-1731) en Nelletje Middenheespen. Hij had een oudere broer Christiaan. Hij was leerling van zijn vader Andries, die de kaart-, prent- en kunsthandel Op de Beurssluys, in den Visscher te Amsterdam had overgenomen van cartograaf en prentkunstenaar Nicolaes Visscher II. Reeds in 1725 werd het werk Afbeeldinge van de Wijdtvermaarde stadt Amsterdam uitgegeven.
In 1728 trad Hendrik toe tot het boekverkopersgilde. In 1730 verscheen zijn bekendste werk met 100 prenten: Het zegenpralent Kennemerlant.  
Hendrik de Leth nam het van zijn vader over na diens overlijden in 1731. Als cartograaf werd De Leth vooral bekend door zijn in 1740 gepubliceerde Nieuwe geographische atlas en historische atlas, van de Zeven Vereenigde Nederlandsche Provintien. Hij werd ook bekend door de kopergravures die hij omstreeks 1758 vervaardigde van de Algemeene Kaart van de Colonie of Provintie van Suriname naar het ontwerp van Alexander de Lavaux.
Vele prenten die De Leth maakte van Amsterdam zijn te vinden in het Stadsarchief Amsterdam.

## Persoonlijk
In 1742 trad hij in het huwelijk met Sophia Otto, die overleed in 1753. Hun huwelijk bleef kinderloos.
Neef Andries, zoon van Hendriks broer Christiaan, overleed al in 1743 en daardoor was er geen mannelijke opvolger voor de zaak van Hendrik. Daarom liet hij in 1766, kort voor zijn overlijden, een testament opmaken waarbij Catharina le Blanc, kleindochter van broer Christiaan, erfgename werd. Op 30 september 1766 vond de veiling van zijn nalatenschap plaats.
- Bibsys: 1100620
- Bibliothèque nationale de France: cb15377436m (data)
- Biografisch Portaal: 79775548
- Gemeinsame Normdatei: 1037580052
- International Standard Name Identifier: 0000 0000 7370 5539
- Library of Congress Control Number: no2003101637
- Nationale Bibliotheek van Tsjechië: mzk2012697692
- Nationale bibliotheek van Australië: 43750478
- Nationale Bibliotheek van Israël: 987007297255005171
- Nederlandse Thesaurus van Auteursnamen: 069775931
- RKD-Nederlands Instituut voor Kunstgeschiedenis: 49635
- Système universitaire de documentation: 180881108
- Trove: 1459456
- Union List of Artist Names: 500054468
- Virtual International Authority File: 61853243
- WorldCat: E39PBJhxrDHvwJwpccY3rTrrMP